# Liste der Kulturdenkmäler in Driedorf
Die folgende Liste enthält die in der Denkmaltopographie ausgewiesenen Kulturdenkmäler auf dem Gebiet  der Gemeinde Driedorf, Lahn-Dill-Kreis, Hessen.
Hinweis: Die Reihenfolge der Denkmäler in dieser Liste orientiert sich zunächst an Ortsteilen und anschließend der Anschrift, alternativ ist sie auch nach der Bezeichnung, der vom Landesamt für Denkmalpflege vergebenen Nummer oder der Bauzeit sortierbar.
Kulturdenkmäler werden fortlaufend im Denkmalverzeichnis des Landes Hessen durch das Landesamt für Denkmalpflege Hessen auf Basis des Hessischen Denkmalschutzgesetzes (HDSchG) geführt. Die Schutzwürdigkeit eines Kulturdenkmals hängt nicht von der Eintragung in das Denkmalverzeichnis des Landes Hessen oder der Veröffentlichung in der Denkmaltopographie ab.

## Kulturdenkmäler nach Ortsteilen

### Driedorf
| Bild                              | Bezeichnung                       | Lage                                                            | Beschreibung | Bauzeit              | Objekt-Nr. |
| --------------------------------- | --------------------------------- | --------------------------------------------------------------- | --- | -------------------- | ---------- |
| Gesamtanlage                      | Gesamtanlage                      | Driedorf, Gesamtanlage Driedorf Lage                            | Die Gesamtanlage Driedorf umfasst den Teil des Ortskerns, der auf den planmäßigen Wiederaufbau nach dem Brand von 1819 zurückgeht. Das Ortsbild zeigt eine zeilenförmige Bebauung mit gleichbleibender Ausrichtung des Firstverlaufs in nordost-südwestlicher Richtung auf einem Netz breiter, rechtwinklig sich kreuzender Straßen. Bis auf den Verlauf der Schloßstraße und der beiden Burgen sind Elemente des älteren Ortsbildes nicht erhalten, die Stadtmauern wurden 1819 niedergelegt, die Siedlungsfläche wurde beträchtlich ausgeweitet. Innerhalb des gleichförmigen Straßennetzes hebt sich nördlich der Kirche ein weiter, früher baumbestandener Platz hervor, auf den die neu errichtete, 1827 geweihte Kirche mit einem Mittelrisalit an ihrer nördlichen Längsfront Bezug nimmt. Beim Wiederaufbau der Hofstellen wurde von der Tradition des Einhauses abgegangen, Wohn- und Wirtschaftsteile in voneinander getrennten Zeilen angeordnet, wie es besonders deutlich noch im Bereich der Weiherstraße nachzuvollziehen ist. Diese Veränderung wird in Zusammenhang gebracht mit dem neuen „Planungsträger“, der herzoglichen Regierung in Wiesbaden, die mit den örtlichen Wohn- und Wirtschaftsweisen des Dillgebietes vielleicht noch nicht so vertraut war. Die Gesamtanlage wurde aufgrund ihrer geschichtlichen Bedeutung ausgewiesen. Kulturdenkmal aus geschichtlichen Gründen. | Ab 1819              | 132687 DDB |
| Bahnhof                           | Bahnhof                           | Driedorf, Heunwiese 6 LageFlur: 25, Flurstück: 53/26            | Südlich Driedorfs und des Rehbachs gelegener Bahnhof, Endpunkt der den östlichen Westerwald mit dem Dilltal verbindenden Linie, errichtet im ersten Jahrzehnt des 20. Jh. Neben seiner siedlungsgeschichtlichen Bedeutung ist der zweigeschossige Hausteinbau mit hohem Walmdach, einem den Zugang von Süden betonenden Giebelmotiv und Werksteinfenster- und -türgewänden auch künstlerisch bedeutsam. Kulturdenkmal aus geschichtlichen und künstlerischen Gründen. | Um 1900              | 132688 DDB |
| weitere Bilder                    | 'Unterburg'                       | Driedorf, Junkernwies LageFlur: 25, Flurstück: 22/4             | In der Niederung des Rehbachtals gelegene ehemalige Wasserburg, die Ende des 13. Jh. von den nassau-dillenburgischen Grafen zusammen mit der oberen Burg zur Sicherung des Ortes errichtet wurde. Von der quadratischen Anlage sind Reste des Berings und eines rechteckigen Wohnbaus mit stichbogigen Fensteröffnungen erhalten. Kulturdenkmal aus geschichtlichen Gründen. | Ende 13. Jh.         | 132696 DDB |
| Fachwerkbau                       | Fachwerkbau                       | Driedorf, Marktstraße 20 LageFlur: 2, Flurstück: 78/4           | Zweigeschossiger verputzter Fachwerkbau der ersten Hälfte des 18. Jh. Am östlichen Giebel sind Eckständer mit Flachschnitzereien und ein profilierter Geschossversatz zu erkennen, so dass insgesamt ein künstlerisch wertvolles Fachwerk zu erwarten ist. Der Bau überdauerte den Stadtbrand von 1819. Kulturdenkmal aus geschichtlichen Gründen. | 18. Jh.              | 132689 DDB |
| Backhaus                          | Backhaus                          | Driedorf, Oranienstraße 3 LageFlur: 21, Flurstück: 25           | Am südöstlichen Ortsrand gelegenes, unversehrt erhaltenes Backhaus, vermutlich während des Wiederaufbaus nach dem Stadtbrand von 1819 in Bruchsteinmauerwerk errichtet. Kulturdenkmal aus geschichtlichen Gründen. | Nach 1819            | 132695 DDB |
| Fachwerkbau                       | Fachwerkbau                       | Driedorf, Schloßstraße 18 LageFlur: 2, Flurstück: 82/2          | Traufständiger zweigeschossiger Fachwerkbau des 18. Jh. Er zeigt über dem veränderten Erdgeschoss eine nahezu ungestörte barocke Fachwerkstruktur. Der Bau überdauerte entweder wie Marktstraße o. Nr. den Brand von 1819 oder wurde außerhalb auf Abbruch gekauft und in Driedorf neu aufgeschlagen. Kulturdenkmal aus geschichtlichen und künstlerischen Gründen. | 18. Jh.              | 132690 DDB |
| weitere Bilder                    | 'Oberburg'                        | Driedorf, Turmstraße (bei Nr. 4) LageFlur: 2, Flurstück: 86/2   | Ende des 13. Jh. von Graf Otto I. von Nassau-Dillenburg errichtet. Erhalten ist heute am nordwestlichen Ortsrand ein rechteckiger Turm im Zuge der Stadtummauerung und Reste des Berings. Die Burg wurde 1672 bei einem Brand zerstört. Kulturdenkmal aus geschichtlichen Gründen. | 13. Jh.              | 132692 DDB |
| Historische Stadtummauerung       | Historische Stadtummauerung       | Driedorf, Turmstraße 4 LageFlur: 2, Flurstück: 86/1             | Reste der beiden Burgen und Stadtmauer erhalten; die Oberburg am nordwestlichen Ortsrand durch rechteckigen Turm mit Teilen der alten Stadtmauer, diese niedergelegt 1819 nach Stadtbrand. Nur der Verlauf der Schloßstraße und die beiden Burgen mit Stadtmauerresten sind als Elemente des älteren Ortsbildes erkennbar. Kulturdenkmal aus geschichtlichen Gründen. | 18. Jh.              | 178961 DDB |
| Schalturm                         | Schalturm                         | Driedorf, Turmstraße (bei Nr. 14) LageFlur: 2, Flurstück: 81/10 | Rechteckiger, zur Stadtseite hin offener Schalturm der 1819 niedergelegten Stadtmauer. Stadtrechte wurden Driedorf 1305 verliehen, der Ort wird aber schon Ende des 13. Jh. als befestigt bezeichnet. Kulturdenkmal aus geschichtlichen Gründen. | 13. Jh.              | 132691 DDB |
| Portal, Grabstein, Kriegerdenkmal | Portal, Grabstein, Kriegerdenkmal | Driedorf, Weilburger Straße LageFlur: 21, Flurstück: 49         | Östlich des Ortes gelegener Friedhof, wohl in der ersten Hälfte des 19. Jh. angelegt. Denkmalwert aufgrund ihrer geschichtlichen und künstlerischen Bedeutung sind das klassizistische Portal, der Grabstein der Elisabeth Hatzfeld von 1894 und eine Gedenkstätte von 1914. Kulturdenkmal aus geschichtlichen und künstlerischen Gründen. | Erste Hälfte 19. Jh. | 132697 DDB |
| Ehemaliges Pfarrhaus              | Ehemaliges Pfarrhaus              | Driedorf, Wilhelmstraße 14 LageFlur: 1, Flurstück: 27/4         | Das 1822 errichtete Pfarrhaus mit Pfarrgarten, anstelle der ehemaligen Nebengebäude im rückwärtigen Bereich ein jüngeres, als Betsaal genutztes Gebäude. Die Anlage am östlichen Rand des Marktplatzes gelegen, prägt zusammen mit der Kirche den Ortsmittelpunkt. Kulturdenkmal aus geschichtlichen Gründen. | 1822                 | 132693 DDB |
| weitere Bilder                    | Evangelische Pfarrkirche          | Driedorf, Wilhelmstraße 15 LageFlur: 2, Flurstück: 71/4         | Klassizistischer Bau, 1822–27 nach Plänen von J. Schrumpf errichtet. Im Süden schlanker hoher Turm mit flachem Zeltdach mit abschließender Haubenlaterne, der über dem im Kern mittelalterlichen Turm des Vorgängerbaus errichtet wurde. Bei dem Neubau des frühen 19. Jh. handelt es sich um einen geräumigen Saalbau mit Walmdach, die Wandfläche gliedernden Quaderlisenen und einen die nördliche Langseite dominierenden, zum Marktplatz orientierten Mittelrisalit mit doppelten toskanischen Pilastern, Triglyphenfries und abschließendem Giebelfeld. Der rechteckige Saal ist querorientiert auf den vor der südlichen Langseite befindlichen Kanzelaltar. Der Kanzelkorpus tritt aus einem zweigeschossigen, mit Fensteröffnungen zum Saal versehenen Bauteil hervor, der sich in der Sokkelzone des Turmes befindet. Die dreiseitigen umlaufenden Emporen beziehen sich auf den Altar, indem der Brüstungsverlauf den Altar in der Form eines Bogens umgibt. In der Eingangsachse wird die Empore von vier toskanischen Säulen in Holz getragen, die übrigen Säulen sind gusseisern. Kulturdenkmal aus geschichtlichen, künstlerischen und städtebaulichen Gründen. | 1822–27              | 132694 DDB |

#### Ehemalige Kulturdenkmäler
| Bild            | Bezeichnung   | Lage                                                                                                | Beschreibung | Bauzeit | Objekt-Nr. |
| --------------- | ------------- | --------------------------------------------------------------------------------------------------- | --- | ------- | ---------- |
| Bild gesucht BW | Rehbachbrücke | Driedorf, Eisenbahn, In den Heistern (außerhalb der Ortslage) LageFlur: 15, Flurstück: 84, 85, 86/1 | Östlich des Ortskerns gelegene Eisenbahnbrücke der nach 1900 errichteten Linie Driedorf–Herborn, die den östlichen Westerwald mit der Dilltal-Linie verbindet. Neben der siedlungsgeschichtlichen Bedeutung ist der Brückenbau mit seinen polygonalen Stahlfachwerk-Trägern auch technikgeschichtlich bedeutsam. Kulturdenkmal aus geschichtlichen Gründen. Die Brücke wurde inzwischen abgebrochen und ist völlig verschwunden. | Um 1900 | 132698     |

### Hohenroth
| Bild                    | Bezeichnung             | Lage                                                        | Beschreibung | Bauzeit      | Objekt-Nr. |
| ----------------------- | ----------------------- | ----------------------------------------------------------- | --- | ------------ | ---------- |
| Laufbrunnen             | Laufbrunnen             | Hohenroth, Zum Höllberg o. Nr. LageFlur: 4, Flurstück: 69/1 | Gusseiserner Laufbrunnen, Ende des 19. Jh. errichtet. Als Produkt der einheimischen Eisenhütten und als Element der Wasserversorgung von geschichtlicher Bedeutung. In unmittelbarer Nachbarschaft zum alten Schulhaus städtebaulich bedeutsam gelegen. Kulturdenkmal aus geschichtlichen und städtebaulichen Gründen. | Ende 19. Jh. | 132700     |
| Alte Schule mit Betsaal | Alte Schule mit Betsaal | Hohenroth, Zum Höllberg 14 LageFlur: 4, Flurstück: 65/1     | 1757 errichteter zweigeschossiger Fachwerkbau mit Satteldach mit von steiler Haube abgeschlossenem quadratischem Dachreiter. Schulraum im Erdgeschoss, Betsaal im Obergeschoss. Kulturdenkmal aus geschichtlichen und städtebaulichen Gründen.                                                                         | 1757         | 132699     |

### Mademühlen
| Bild             | Bezeichnung         | Lage                                                                | Beschreibung | Bauzeit | Objekt-Nr. |
| ---------------- | ------------------- | ------------------------------------------------------------------- | --- | ------- | ---------- |
| Fachwerk-Einhaus | Fachwerk-Einhaus    | Mademühlen, Adolf-Weiß-Straße 8 LageFlur: 31, Flurstück: 52/2       | Großvolumiges Fachwerk-Einhaus des 18. Jh., rückwärtige Traufseite mit dem für den Westerwald charakteristischen Niederlass. Wohnteil blechverkleidet. Der Hof noch mit sehr schöner Pflasterung. Kulturdenkmal aus geschichtlichen Gründen. | 18. Jh. | 132701     |
| Streckhof        | Streckhof           | Mademühlen, Adolf-Weiß-Straße 11/13 LageFlur: 31, Flurstück: 2, 7/2 | Im Scheunentorsturz 1794 datierter Streckhof. Die Ständer des Fachwerkbaus werden durch hohe Fußstreben mit Gegenstreben ausgesteift. Die Ställe sind in Bruchsteinmauerwerk errichtet. Als regional charakteristische Hofform von geschichtlicher Bedeutung. Kulturdenkmal aus geschichtlichen Gründen. | 1794    | 132702     |
| weitere Bilder   | Evangelische Kirche | Mademühlen, Kirchstraße 2 LageFlur: 32, Flurstück: 23               | Unmittelbar am Rehbach gelegen, mit spätromanischem Chorturm mit Spitzhelm im Osten, im Süden und Osten starke Pfeilervorlagen. Das im Kern ebenfalls romanische Schiff wurde 1770 durch einen Anbau erweitert, der bis 1835 als Schule benutzt wurde, heute in den Kirchenraum mit einbezogen ist. Der ursprünglich überwölbte Chor mit spitzbogigen Blendnischen. Die Ausstattung des Schiffs aus dem 18. Jh. mit dreiseitig umlaufenden Emporen, sechsseitiger Kanzel auf profilierter Holzsäule und dem 1780 datierten Altar. Kulturdenkmal aus geschichtlichen Gründen. | 18. Jh. | 132703     |
| Erlenmühle       | Erlenmühle          | Mademühlen, Mühlenweg 9 LageFlur: 35, Flurstück: 42                 | Östlich des Ortskerns gelegene Hofanlage, Wohngebäude und zwei flügelartig angeordnete Wirtschaftsgebäude bilden einen U-förmigen, dreiseitig geschlossenen Hof. Die Gebäude sind in die Zeit um 1800 zu datieren. Kulturdenkmal aus geschichtlichen Gründen. | Um 1800 | 132704     |

### Münchhausen
| Bild        | Bezeichnung | Lage                                                        | Beschreibung | Bauzeit | Objekt-Nr. |
| ----------- | ----------- | ----------------------------------------------------------- | --- | ------- | ---------- |
| Fachwerkbau | Fachwerkbau | Münchhausen, Ulmtalstraße 5a LageFlur: 33, Flurstück: 13/16 | Fachwerkbau der ersten Hälfte des 18. Jh. Einhaus, dessen verschiedene Funktionen, Wohnbereich, Stall und Scheune, noch in ihrer ursprünglichen Aufteilung erhalten sind und von der südlichen Traufseite erschlossen werden. Die nördliche Traufe ist abgeschleppt und bildet einen sog. Niederlass, wie er für das Westerwaldgebiet besonders typisch ist. Kulturdenkmal aus geschichtlichen Gründen. | 18. Jh. | 132705     |

### Roth
| Bild           | Bezeichnung         | Lage                                                 | Beschreibung | Bauzeit            | Objekt-Nr. |
| -------------- | ------------------- | ---------------------------------------------------- | --- | ------------------ | ---------- |
| Bahnhof        | Bahnhof             | Roth, Bahnhofstraße 13 LageFlur: 4, Flurstück: 175/3 | Typenbau von 1906 nach Entwurf Ludwig Hofmanns (wie Bf Uckersdorf) aus Naturstein auf T-förmigem Grundriss südlich vom Dorf, beidseitig mit Giebeln und abgewalmtem Dach gegen den östlich in Fachwerk angebauten Güterschuppen. Kulturdenkmal aus geschichtlichen Gründen. | 1906               | 161966     |
| weitere Bilder | Evangelische Kirche | Roth, Rother Straße 15 LageFlur: 1, Flurstück: 9     | 1753/54 erfolgte die Erweiterung einer bereits 1490 erwähnten Kapelle. Es wurde ein kleiner rechteckiger Saalbau errichtet. Das Fachwerk ist von außen ebenso verschiefert wie das Satteldach mit Haubendachreiter. Innen eine Flachdecke auf einem Längsunterzug, der einen farbigen Begleitstreifen hat. Auf der Nord-, West- und Südseite dreiseitige Empore, deren Brüstungsfelder mit Rankenmotiven ausgemalt sind. Mit Ranken bemalt wurden auch die Empore tragenden vier Holzsäulen. Die bei der letzten Restaurierung 1978/79 vorgenommene Farbgebung gibt die Fassung von 1753/54 wieder. Dazu gehören auch die Ausmalung des Chores und die Neufassung der älteren Kanzel. Kulturdenkmal aus geschichtlichen und künstlerischen Gründen. | Ersterwähnung 1490 | 132706     |
| Fachwerkbau    | Fachwerkbau         | Roth, Rother Straße 26 LageFlur: 1, Flurstück: 157   | Traufständiger Bau, dessen nördliche Hälfte eine Fachwerkkonstruktion noch des 17. Jh. zeigt. Besonders eindrucksvoll das Obergeschoss mit gedrungenen Mannformen und ungestörten Brüstungsriegeln. Rahm des Erdgeschosses mit Klötzchenfries. Kulturdenkmal aus geschichtlichen Gründen. | 17. Jh.            | 132707     |

### Seilhofen
| Bild                          | Bezeichnung                   | Lage                                                                    | Beschreibung | Bauzeit | Objekt-Nr. |
| ----------------------------- | ----------------------------- | ----------------------------------------------------------------------- | --- | ------- | ---------- |
| Backhaus                      | Backhaus                      | Seilhofen, Beilsteiner Straße o. Nr. LageFlur: 27, Flurstück: 70/7      | Etwas zurückgesetzt von der Hauptstraße das Backhaus von Seilhofen. Vergleichbar den Schmieden oder Mühlen ist das Backhaus wichtiger Bestandteil der überkommenen dörflichen Lebens- und Arbeitsweisen. Kulturdenkmal aus geschichtlichen Gründen. |         | 132709     |
| Fachwerkwohnhaus und -scheune | Fachwerkwohnhaus und -scheune | Seilhofen, Beilsteiner Straße 16/18 LageFlur: 27, Flurstück: 69/2, 70/5 | Fachwerkwohnhaus und -scheune, zu datieren um 1700 (Wohnhaus) bzw. erste Hälfte 18. Jh. (Scheune). Die beiden Bauten bilden einen L-förmigen Hof. Die Scheune offensichtlich mit einem Wohnteil (Altenteil). Sowohl Scheune als auch Wohnhaus mit Zierformen in den Gefachen: z. B. Rauten oder auch geschwungene Streben mit Nasenbesatz. Kulturdenkmal aus geschichtlichen Gründen. | Um 1700 | 132708     |